# Макрозамия Мора
Макрозамия Мора (лат. Macrozamia moorei) — вид голосеменных растений семейства Замиевые (Zamiaceae).

## Этимология
Видовое латинское название дано в честь ботаника Чарльза Мура (1820—1905), директора Королевского ботанического сада Сиднея (1848—1896), и выдающегося исследователя рода Macrozamia в 1850-х годах.

## Описание
Растения древовидные, ствол 2—7 м высотой, 50—80 см диаметром. Листья от тёмно-зелёного до серо-зелёного цвета, полуглянцевые, длиной 10-250 см, с 120-220 листовыми фрагментами; хребет не спирально закрученный; черешок длиной 2-10 см, прямой. Листовые фрагменты простые; средние - длиной 200—350 мм, 5—10 мм в ширину. Пыльцевые шишки веретеновидные 30—45 см длиной, 10—19 см диаметром. Семенные шишки яйцевидные, длиной 40—80 см, 14—19 см диаметром. Семена яйцевидные, 40—60 мм длиной, 30—40 мм в ширину; саркотеста красная.

## Распространение, экология
Эндемик Австралии (Квинсленд). Растёт на высотах от 300 до 500 метров над уровнем моря. Растения растут на невысоких холмах, в сухих склерофитних лесах, редколесьях, а также в долинах и откосах скальных ущелий на мелких скелетных почвах.

## Угрозы и охрана
Угрозу представляет потеря среды обитания, которая привела к тому, что многие растения уничтожаются. Некоторые из них были изъяты из дикой природы в рамках спасательных операций. Растения встречаются на территории природоохранных парков Springsure National Park, Carnarvon National Park, Expedition National Park.